# Grayia smithii
Grayia smithii — вид отруйних змій родини полозових (Colubridae). Мешкає в Західній, Східній і Центральній Африці.

## Поширення і екологія
Grayia smithii поширені від Сенегалу на схід до Південного Судану та на південь до Анголи і Замбії. В Східній Африці вид поширений вздовж угандійської сторони Альбертінського рифту та навколо озера Вікторія в Уганді, Кенії і Танзанії. Grayia smithii живуть на берегах боліт, озер, річок і постійних струмків, під час сухого сезону виживають у останцевих водоймах. Ведуть нічний спосіб життя, живляться дрібною рибою, іноді жабами. Велику частину часу проводять у воді і не зустрічаються далеко від берегів. Відкладають яйця, в кдадці від 9 до 20 яєць.